# Валерія Лорка
 Валерія Лорка (ісп. Valeria Lorca; нар. 8 травня 1968) — аргентинська акторка. Зіграла роль покоївки Марти в телесеріалі «Дикий ангел».

## Біографія
Народилась Валерія Лорка 8 травня 1968 року у столиці Аргентини. Стала відомою завдяки серіалу «Дикий ангел» (1998), фільму Historia Breves 2 (1997), серіалу Amanda O (2008). Сьогодні знімається у кіно та грає у театрі.

## Особисте життя
Має молодшу сестру — Крістелу.
28 вересня 2004 року народила сина Лучіо від Оскара Ферріньйо мол.
Невістка акторки Норми Алеандро.

## Нагороди
- 1993 — премія Municipal Gregorio Lafferere за роботу «Fiesta de casamiento»
- 2012 — премія на фестивалі у Бразилії
- 2014 — премія Estrella de Mar

## Цікаві факти
- Псевдонім акторки — Вале (Vale)[3].
- Зріст Валерії Лорки становить 168 см[3].
- Хоча у серіалі «Дикий ангел» героїня Валерії Лорки — Марта — запеклий ворог Мілагрос, яку грає Наталія Орейро, в житті акторки найкращі подруги.

## Вибрана фільмографія
- 1993 — Donde estas amor de mi vida... (телесеріал)
- 1993 — Celeste, siempre celeste (телесеріал)
- 1997 — El signo (міні-серіал)
- 1998—1999 — Дикий ангел (телесеріал)
- 1999 — Sweet Lucia (телесеріал)
- 2001 — Provócame (телесеріал)
- 2002 — Kachorra (телесеріал)
- 2008 — Аманда О (телесеріал)
- 2008 — Mujeres de nadie (телесеріал)
- 2009 — Blue Eyes (фільм)
- 2010 — Alguien que me quiera (телесеріал)
- 2010 — Famillia para armar (фільм)
- 2012—2014 — En terapia (телесеріал)
- 2014 — Guapas (телесеріал)